# كيم جونغ-تشان
كيم جونغ-تشان (هانغل: 김용찬) هو لاعب كرة قدم كوري جنوبي في مركز ظهير ‏، ولد في 8 أبريل 1990 في كوريا الجنوبية. لعب مع إنتشون يونايتد ونادي سول.

## وصلات خارجية
- كيم جونغ-تشان على موقع دوري كوريا الجنوبية (الإنجليزية)
- كيم جونغ-تشان على موقع قاعدة بيانات كرة القدم.إي يو (الإنجليزية)